# Coleophora ancistron
Coleophora ancistron is een vlinder uit de familie kokermotten (Coleophoridae). De wetenschappelijke naam is voor het eerst geldig gepubliceerd in 1976 door Falkovitsh.
De soort komt voor in Europa.